# Hyundai Veracruz
O Hyundai Veracruz (coreano: 현대 베라 크루즈), também conhecido como Hyundai ix55 na Europa e Rússia, foi um modelo de  tamanho médio produzido pela fabricante sul-coreana Hyundai de 2006 a 2012. O Veracruz foi vendido nos Estados Unidos, Canadá, Coreia do Sul, China, República Dominicana, Brasil e no Oriente Médio. Ele também foi importado para a Europa e para a Ásia de 2007 a 2011. A produção do Veracruz foi interrompida devido à baixa demanda de mercado.

## Historia
A data oficial de lançamento na Coreia do Sul foi de 12 de outubro de 2006, e foi disponibilizado nos Estados Unidos como um modelo de 2007. O Veracruz foi colocado a venda em março de 2007 e é o maior SUV da Hyundai. Substituiu a pick-up Terracan que foi vendido em todo o mundo, exceto na América do Norte. O Veracruz é construído na mesma plataforma do Hyundai Santa Fe. O renovado  Veracruz 2011 foi baseado na mesma plataforma do Kia Sorento.
O Hyundai Veracruz recebeu o nome de um estado do México, dando continuidade o tema do pequeno SUV Tucson e do médio Hyundai Santa Fe. O Veracruz possui um  3.8 Litros e 270 cavalos acoplado a uma transmissão de 6 velocidades. Na Europa, foi vendido apenas com V6 3.0 Litros CRDI diesel motor S-Line com turbocompressor de geometria variável e 240 cv. Em 2008, o Veracruz também foi vendido em alguns países europeus como o ix55.